# Sphecodes anatolicus
Sphecodes anatolicus är en biart som beskrevs av Warncke 1992. Sphecodes anatolicus ingår i släktet blodbin, och familjen vägbin. Inga underarter finns listade i Catalogue of Life.